# Ácido oxalosuccínico
El ácido oxalosuccínico es un sustrato intermediario del ciclo del ácido cítrico, que se origina durante la reacción catalizada por la enzima isocitrato deshidrogenasa. Se trata de un ácido tricarboxílico de 6 carbonos con un grupo cetona, por lo que es un cetoácido. Las sales y ésteres de ácido oxalosuccínico se denominan oxalosuccinatos.
El oxalosuccinato es un intermediario inestable del ciclo del ácido cítrico. Es un compuesto alfa-ceto que se forma durante la descarboxilación oxidativa del isocitrato a alfa-cetoglutarato, catalizada por la isocitrato deshidrogenasa. En realidad, el oxalosuccinato nunca abandona el centro activo de la enzima, y como es inestable, sufre inmediatamente una descarboxilación para producir alfa cetoglutarato y CO2.